# Stenocercus rhodomelas
Stenocercus rhodomelas är en ödleart som beskrevs av  George Albert Boulenger 1899. Stenocercus rhodomelas ingår i släktet Stenocercus och familjen Tropiduridae. Inga underarter finns listade i Catalogue of Life.